# Cônego Marinho
Cônego Marinho – miasto i gmina w Brazylii, w stanie Minas Gerais. Znajduje się w mikroregionie Januária.